# Сутера (коммуна)
Сутера (итал. Sutera) — коммуна в Италии, располагается в регионе Сицилия, подчиняется административному центру Кальтаниссетта.
Население составляет 1639 человек, плотность населения составляет 47 чел./км². Занимает площадь 35 км². Почтовый индекс — 93010. Телефонный код — 0934.
Покровителями коммуны почитаются Пресвятая Богородица (Madonna del Carmelo), празднование 16 июля, святой Павлин Ноланский, празднование в первый вторник после Пасхи, святой Онуфрий Великий, празднование в первое воскресение августа и святой Архилеон (Archileone).